# INCOTERMS
Az INCOTERMS® (International Commercial Terms – Nemzetközi Kereskedelmi Feltételek) a külkereskedelem legismertebb szokványa. Nem egy általános elnevezés a nemzetközi kereskedelmi kifejezésekre, hanem a Nemzetközi Kereskedelmi Kamara (International Chamber of Commerce, ICC) által kidolgozott szabályok védjegye. A nemzetközi kereskedelem egyik alapvető dokumentuma, mely egyre inkább a belföldi kereskedelmi tevékenységek meghatározó elemévé is válik. Az INCOTERMS szokványok konkrét útmutatást nyújtanak a globális kereskedelem importjában és exportjában a nap mint nap résztvevő személyek számára. Az alábbi leírás az INCOTERMS 2020 szabályait foglalja össze.

## Története
A Nemzetközi Kereskedelmi Kamara (International Chamber of Commerce, ICC) 1936-ban hozta létre ezeket a nemzetközi kereskedelemben alkalmazandó standardokat.
A nemzetközi fejlődést követve az ICC 1953-ban, 1967-ben, 1974-ben, 1980-ban, 1990-ben, 2000-ben, majd 2010-ben tette közzé újabb kiadásait. Az ICC legutóbb 2019-ben frissítette az INCOTERMS szabályokat, s bár a 2020. évi verzió a kereskedelmi feltételek legfrissebb változata, a 2010. évi verzió még ma is érvényben van és elérhető az üzleti források között.

Az INCOTERMS 2010 eltérései a régebbi klauzuláktól:
Ez a változat egységes szerkezetbe foglalta a 'D-család' szabályait és törölte a DAF (Delivered at Frontier), DES (Delivered Ex Ship), DEQ (Delivered Ex Quay) és DDU (Delivered Duty Unpaid) kifejezéseket, valamint kiegészítette a DAT (Delivered at Terminal) és DAP (Delivered at Place) kifejezésekkel. Egyéb módosítások közé tartozott a vevő és az eladó fokozott együttműködési kötelezettsége az információmegosztás terén, valamint a "kötegelt értékesítések" befogadására irányuló változtatások.
Az INCOTERMS 2020 eltérései a régebbi klauzuláktól:
Annak érdekében, hogy a folyamatosan változó világkereskedelemmel lépést tartson, 2019 szeptemberében kezdődött a kereskedelmi feltételek legújabb felülvizsgálata. Így például a CIP klauzula     alkalmazása során legalább az Institute Cargo Clause (C) fedezetnek megfelelő minimális biztosítás szükséges (a felsorolt kockázatok száma, a kivételek megnevezésével), továbbá az FCA,  DAP, DPU és DDP szabályok figyelembe veszik, hogy a termékek harmadik fél szállító bevonása nélkül is szállíthatók, azaz saját szállítási járművekkel. A DAT átváltozott DPU szabályra, vagyis a célállomás bármilyen hely lehet, és nem csak egy átvevőhely (terminál).
Fontos tudni, a szokványok nem jogszabályok, csak akkor válnak jogilag kötelezővé, ha azokra a szerződésekben a felek kifejezetten hivatkoznak. Mivel a szokvány nem jogszabály, így nem veszti hatályát, azaz ma is érvényes az 1936. évi INCOTERMS - ha arra a felek hivatkoznak.

## Célja
Az INCOTERMS létrehozásának célja egy egységes szabályozás megteremtése volt, amely az eladó és a vevő jogait szabályozza a nemzetközi szállítási szerződésekben, úgynevezett klauzulák formájában. A szokvány nem jogszabály, ezért csak azáltal lép életbe, hogy a szerződő felek elfogadják. A szokvány használata az export-import ügyletek során nem kötelező; jelentősége abban áll, hogy a szerződésekben nem kell részletesen szabályozni a szállítási feltételeket, elég utalni a megfelelő INCOTERMS klauzulára. (Például az áraink EXW Hannover értendők).
Az INCOTERMS-et felhasználják a statisztikai adatszolgáltatások egyértelművé tételére is. Az EU-ban szokásos külkereskedelmi statisztikákban export esetében a FOB értéket, import esetében a CIF értéket kell feltüntetni. A Nemzetközi Valutaalap módszertana szerint a fizetési forgalom statisztikáknál az export és import esetében is a FOB értéket kell feltüntetni.
Az INCOTERMS minden klauzulája az eladó és a vevő kötelezettségeit is tartalmazza 10 – 10 pontban.
Az INCOTERMS 2020 tizenegy alapklauzulát tartalmaz. Ezeket csoportosíthatjuk a költség és kockázatmegosztás helye, a fuvarozási mód, valamint a kötelezettségek terjedelme alapján. A költség és kockázat átszállításának földrajzi helye lehet azonos (egy pontos klauzulák) és lehet különböző (két pontos klauzulák). Vannak csak tengeri fuvarozásnál alkalmazható klauzulák, és vannak olyanok, amelyek bármilyen fuvarozási módnál használhatók (multimodális klauzulák). Az eladó és a vevő kötelezettségének terjedelme szerint beszélhetünk "átadó" (E), "feladó" (F) klauzulákról, ezeknél a főfuvarozás nincs fizetve, valamint "induló" (C) és "érkező" (D) klauzulákról, ahol a főfuvarozás fizetve van.

## A klauzulák fajtái a költség átszállása alapján
Ha a költség ugyanott száll át az eladóról a vevőre, ahol a kockázat, akkor a klauzula 1 pontos.
Ha a költség és a kockázat átszállása szétválik, akkor a klauzula 2 pontos.

## INCOTERMS klauzulák
Habár jelenleg az INCOTERMS 2020 a hivatalos nemzetközi szokvány a korábbi klauzulák nem vesztették el érvényességüket, mert a szerződő felek szabadon dönthetnek, hogy melyik kiadásra hivatkoznak a szerződésben. 

##### EXW – Ex Works(eladó telephelye... meghatározott helyen, "a gyárból")
Egy pontos, szárazföldi klauzula, melynek értelmében az eladó akkor teljesíti szerződéses kötelezettségét, ha a legyártott, becsomagolt árut a szerződésben kikötött határidőre a szállításhoz szükséges okmányokkal együtt a telephelyén a vevő rendelkezésére bocsátja. A vevő biztosítja a fuvareszközt, az ő feladata az export-import vámkezelés.  Az áru szállítóeszközre történő felrakodása a vevő kötelezettsége, neki kell a felrakodást megszerveznie, a szükséges eszközöket biztosítania. Az eladó saját telephelyén köteles az árut megfelelően csomagolva (a megfelelő olyan csomagolás jelent, amely biztosítja az áru épségben történő megérkezését).

##### FCA – Free Carrier(költségmentesen a fuvarozónak)
Egy pontos, multimodális (vasút, közút, légi, kombinált) klauzula. A költség és kockázatmegosztás a megnevezett helyen a vevő által megnevezett fuvarozónak átadva történik.
Az eladó fő kötelezettsége, hogy az árut berakassa a vevő által megjelölt fuvareszközbe. vasúti fuvarozás esetén, ha teljes kocsirakományú a küldemény, akkor az eladónak kell gondoskodnia arról, hogy a megfelelő méretű és típusú kocsi rendelkezésre álljon, és az áru berakása is az ő feladata. Amikor a vasút átvette a megrakott kocsit, az eladó akkor teljesített. Darabáru küldeménynél az eladó az árut a vasúttársaságnak adja át. Minden más fuvarozási módnál is a fuvarozónak átadással teljesít az eladó.
A vevő fő kötelezettsége, hogy fuvareszközről gondoskodjon, a fuvarozási költségeket és kockázatokat viselje, és a vételárat a szerződés szerint kifizesse. Kivétel ez alól a teljes kocsirakomány a vasúti fuvarozásnál, ahol az eladónak kell a kocsiról gondoskodnia.

##### FAS – Free Alongside Ship(költségmentesen a hajó oldalához helyezve, a megjelölt elhajózási kikötőben)
Egypontos paritás, átmenetet képez a szárazföldi és a tengeri klauzulák között (folyami-tengeri átrakásnál kedvelt).
Az eladó kötelezettsége, hogy az árut saját költségére és kockázatára a vevő által megnevezett hajó oldala mellé eljuttassa az elhajózási kikötőbe - a kikötő szokásoknak megfelelően - és erről a vevőt értesítse. Az eladónak kikötői okmánnyal (dock receipt) kell a teljesítést igazolnia. Az export vámkezelés költsége az eladót terheli. Ez a paritás akkor előnyös az eladó számára, ha nem kívánja viselni a kikötői rakodás költségeit.
A vevő kötelezettsége, hogy a hajóról gondoskodjék, a rakodás időpontjáról az eladót időben értesítse, viseljen minden további költséget és kockázatot attól kezdve, hogy az árut a hajó oldala mellé szállították, és hogy a vételárat kifizesse. Az import vámkezelés költsége a vevőt terheli. Előnye a vevő számára, hogy az eladó nem szerez tudomást sem a rendeltetési kikötőről, sem a címzett kilétéről (például re-export esetén).

##### FOB – Free on Board(költségmentesen a hajóra rakva az elhajózási kikötőben)
Egy pontos, tengeri klauzula, a költségek és kockázatok átszállásának a helye az elhajózási kikötőben a hajó fedélzetére rakva van.
Az eladó köteles az árut saját költségére és kockázatára berakatni a vevő által kijelölt hajó fedélzetére és ezt a "tiszta" okmánnyal (B/L) igazolni. A clean (tiszta) hajóraklevél azt igazolja, hogy az áru külseje, csomagolása rendben van, a B/L nem tartalmaz az áru külsejére, csomagolására vonatkozóan hátrányos megjegyzést. A negatív záradékkal ellátott kétségessé teszi az ellenérték behajthatóságát.
A vevő köteles saját költségére hajót bérelni vagy hajótérről gondoskodni, az ezzel kapcsolatos adatokról az eladót értesíteni, minden kockázatot és költséget viselni, attól az időponttól kezdve, amikor az árut a hajó fedélzetén elhelyezték. A késedelmes hajókiállítás költségei és kockázatai a vevőt terhelik, (mivel azonban az eladónak "on board" B/L okmánnyal kell igazolnia a teljesítést, arra kényszerül, hogy a késedelmes hajókiállítás miatti többletköltségeket magára vállalja).
Lényeges kérdés, hogy ki viseli a fekbérköltségeket az elhajózási kikötőben. Ha a korai árukiszállítás miatt merül fel, nem hárítható át a vevőre. Ha késedelmes hajókiállítás miatt, akkor egyértelműen a vevőt terhelik a fekbérköltségek. Ha előre láthatóan bizonytalan hajókiállítás miatt kell fekbérköltségeket fizetni, annak megosztásáról előzetesen meg kell egyezni.

##### CPT – Carriage Paid to …(fuvardíj megfizetve a meghatározott rendeltetési helyig)
Kombinált fuvarozásnál alkalmazható multimodális klauzula.
Két pontos klauzula, tehát a költségmegosztás és a kockázatmegosztás helye két különböző földrajzi pont (az összes "C" ilyen). A "C" klauzulák azt is megkívánják, hogy az eladó a szokásos feltételekkel és a saját költségére kösse meg a fuvarozási szerződést és viselje a fuvarozási költséget a szerződésben meghatározott helyig.
A kockázat az első fuvarozónak történő átadással száll át a vevőre, a megnevezett rendeltetési helyig viszont az eladó viseli a költségeket.

##### CIP – Carriage and Insurance Paid to…(fuvardíj, szállítás, biztosítás fizetve, meghatározott rendeltetési helyig)
Kétpontos, kombinált fuvarozásnál alkalmazható multimodális klauzula. Az eladó a költségeket a meghatározott helyig viseli, a kockázatok akkor szállnak át a vevőre, amikor az első fuvarozónak átadja az árut.
Az eladó köteles a vevő javára a szerződésben rögzített feltételek mellett, az áru CIP értékének 110 %-ára megkötni a szállítmánybiztosítási szerződést. Ezt szállítmánybiztosítási kötvénnyel kell igazolnia.

##### CFR – Cost and Freight(költség és fuvardíj fizetve, a megnevezett rendeltetési kikötőig)
Két pontos tengeri klauzula. Az eladó a megnevezett rendeltetési kikötőig viseli a fuvardíjat, de a kárveszély kockázata az elhajózási kikötőben száll át az eladóról a vevőre, amikor az árut a hajó fedélzetén elhelyezték.
Az export engedélyek beszerzése és az export célú vámkezeltetés az eladó feladata saját költségére és kockázatára, az import engedélyek beszerzése és az import vámkezelés a vevő feladata. A vevő határozza meg az elhajózás időpontját és a rendeltetési kikötőt, a hajó illetve raktér bérlése az eladó feladata és ő viseli az érkezési kikötőig az összes felmerülő költséget (a B/L okmányon a Freight prepaid megjegyzés szerepel). A tengeri szállítás összes kockázatát a vevő viseli, ha akar, köthet biztosítást. Az eladó a B/L teljes sorozatának átadásával igazolja a szerződés teljesítését.

##### CIF – Cost, Insurance and Freight(költség,biztosításés fuvardíj fizetve, a megnevezett rendeltetési kikötőig)
Tengeri fuvarozásnál alkalmazott kétpontos klauzula. Az eladó köteles hajót (hajóteret) bérelni, megkötni a fuvarozási szerződést és a rendeltetési kikötőig a hajófuvardíjat viselni. A kockázat az elhajózási kikötőben a hajó fedélzetén száll át az eladóról a vevőre. Az eladó kötelessége hogy a vevő javára a szerződésben rögzített feltételek mellett, de legalább FPA (C) feltétellel, az áru CIF értékének 110 %-ára megkösse a biztosítási szerződést.
A vevő kötelessége, hogy az eladó által bemutatott okmányokat átvegye (B/L biztosítási kötvény), s ha azok a szerződéses feltételeknek megfelelnek, a vételárat kifizesse, az árut a rendeltetési kikötőben átvegye, esetleg a kirakodás költségeit fizesse (ha a fuvardíj nem tartalmazta).

##### DAP - Delivered at Place(leszállítva a megnevezett érkezési helyre)
Egy pontos, multimodális, érkezési klauzula.
Az eladó akkor teljesít, amikor a meghatározott célállomáson a vevő rendelkezésére bocsátja a beérkező szállítóeszközből kirakható küldeményt. Eddig minden kockázatot az eladó visel. Amennyiben a felek másként nem állapodnak meg, az eladó nem jogosult az áru célállomáson történő kirakodása során felmerült költségei megtérítését követelni a vevőtől. Az eladó intézi az export engedélyeket, azonban az importengedélyek beszerzése, a vámfizetés, illetve az import vámügyintézés a vevő feladata.

##### DPU – Delivered at Place Unloaded(leszállítva a megnevezett érkezési helyre, lerakodva)
Egy pontos, multimodális, érkezési klauzula, az INCOTERMS 2010 DAT klauzuláját váltotta. Változás az elődjéhez képest, hogy a rendeltetési hely bármely hely lehet, nemcsak "terminál".
Az eladó az árut átadja - és a kockázatot átruházza - a vevőre, amikor az árut az érkező szállítóeszközről kirakodják, a vevő rendelkezésére bocsátják egy megjelölt rendeltetési helyen, vagy az abban a helyen megállapított ponton, ha ilyen pontban is megállapodnak. Az eladó visel minden kockázatot azzal kapcsolatban, hogy az árut a megnevezett kikötőbe, vagy a rendeltetési helyen lévő terminálra eljuttassa és ott kirakja. Ebben az INCOTERMS szabályban tehát a kézbesítés és a rendeltetési helyre érkezés megegyezik. A DPU az egyetlen olyan klauzula amely előírja, hogy az eladó köteles az árut a rendeltetési helyre rakodni. Az eladónak ezért biztosítani kell, hogy képes legyen megszervezni a kirakodást a megnevezett helyen. Ha a felek azt akarják, hogy az eladó ne viselje a kirakodás kockázatát és költségeit, kerülni kell a DPU szabályt, és helyette a DAP-t kell használni.

##### DDP – Delivered Duty Paid(leszállítva meghatározott rendeltetési helyre, vám kifizetve)
Egy pontos, multimodális, érkezési klauzula.
Az eladó viseli az összes költséget és kockázatot az importáló ország megnevezett helyéig, mindaddig, amíg az eladó a vevőnek az árut elvámoltatva át nem adta. Az eladó számára ez a klauzula jelenti a legnagyobb költséget és kockázatot. Az eladó köteles az importengedélyt beszerezni, továbbá az eladó finanszírozza nem csak a gyártás, szállítás, okmány kiállítás költségeit, de kifizeti a vámot is.

## Az INCOTERMS klauzulák és az adásvételi ár kapcsolata
Minél több költséget és kockázatot vállal az eladó, annál magasabb áron adja el az árut. A szerződésben rögzített paritás és az eladási ár között tehát szoros összefüggés van. Az alábbi táblázat bemutatja, hogy az egyes paritásokon meghatározott eladási árak milyen költségeket foglalnak magukba (exportőr szempontjából).
| Klauzula          | Áru értéke | Kiviteli vámkezelés | Előfuvarozás az első fuvarozóig | Fuvarozási okmányok beszerzése | Fuvarköltség az érkezési helyig | Fuvarköltség az indulási kikötőig, a hajó oldala mellé | Kikötői árumozgatás, hajóba történő berakodás | Tengeri fuvarköltség érkezési kikötőig | Kirakodás költségei | Beviteli vámkezelés, vám | Szállítmánybiztosítás díja |
| EXW               | x          |                     |                                 |                                |                                 |                                                        |                                               |                                        |                     |                          |                            |
| FCA               | x          | x                   | x                               |                                |                                 |                                                        |                                               |                                        |                     |                          |                            |
| FAS               | x          | x                   | x                               | x                              |                                 | x                                                      |                                               |                                        |                     |                          |                            |
| FOB               | x          | x                   | x                               | x                              |                                 | x                                                      | x                                             |                                        |                     |                          |                            |
| CPT               | x          | x                   | x                               | x                              | x                               |                                                        |                                               |                                        |                     |                          |                            |
| CIP               | x          | x                   | x                               | x                              | x                               |                                                        |                                               |                                        |                     |                          | x                          |
| CFR               | x          | x                   | x                               | x                              |                                 | x                                                      | x                                             | x                                      |                     |                          |                            |
| CIF               | x          | x                   | x                               | x                              |                                 | x                                                      | x                                             | x                                      |                     |                          | x                          |
| DAP               | x          | x                   | x                               | x                              | x                               |                                                        |                                               |                                        |                     |                          |                            |
| DPU (szárazföldi) | x          | x                   | x                               | x                              | x                               |                                                        |                                               |                                        | x                   |                          |                            |
| DPU (tengeri)     | x          | x                   | x                               | x                              |                                 | x                                                      | x                                             | x                                      | x                   |                          |                            |
| DDP               | x          | x                   | x                               | x                              | x                               |                                                        |                                               |                                        |                     | x                        |                            |